# St. Michael (Ueschersdorf)

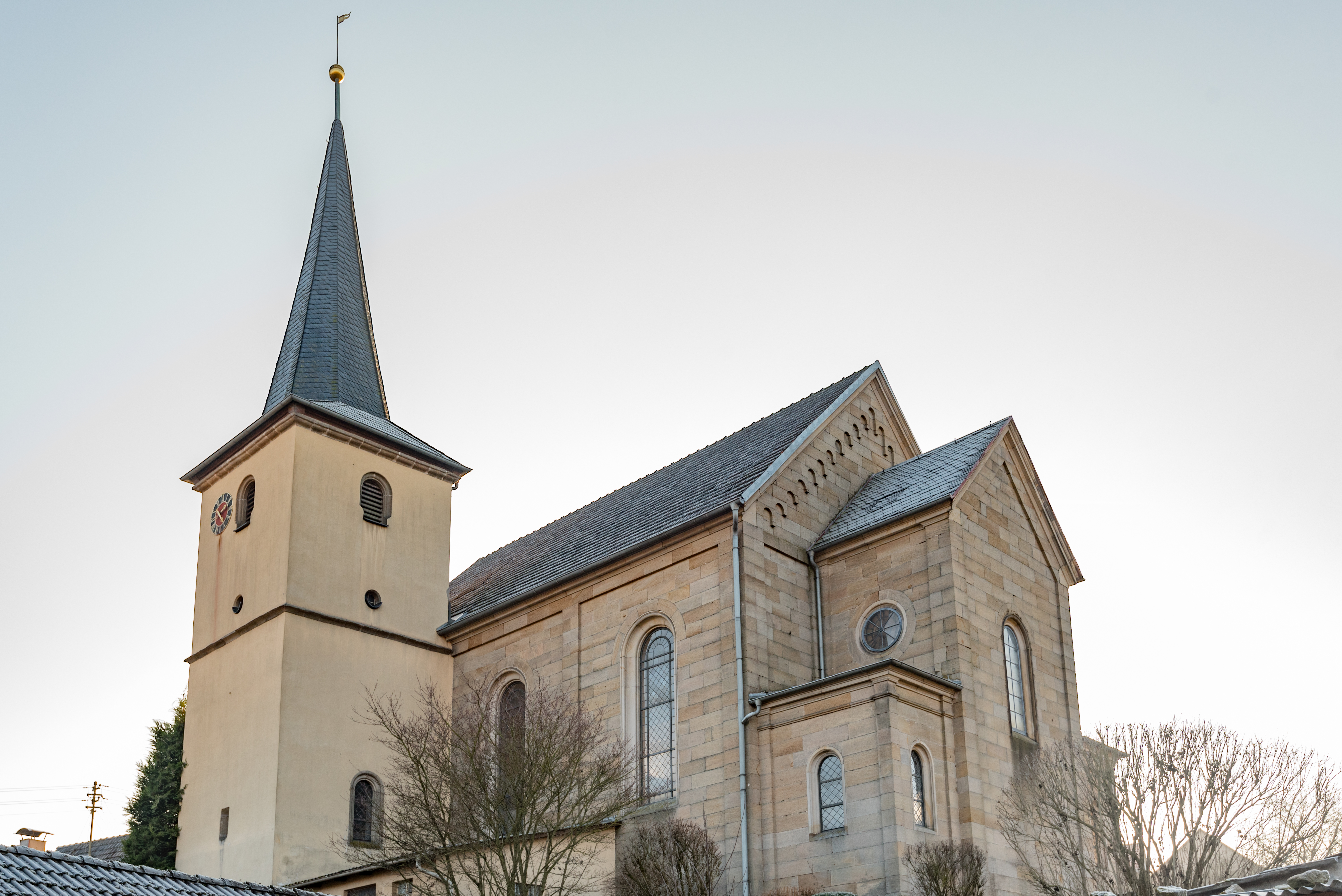
St. Michael (Ueschersdorf)

Die denkmalgeschützte, evangelisch-lutherische Filialkirche St. Michael steht in Ueschersdorf, einem Gemeindeteil der Gemeinde Burgpreppach im Landkreis Haßberge (Unterfranken, Bayern). Der Kirchturm wird auf die Jahre 1601 bis 1603 datiert. Die Kirche gehört zur Pfarrei von Ditterswind im Dekanat Rügheim im Kirchenkreis Bayreuth der Evangelisch-Lutherischen Kirche in Bayern.

## Beschreibung
Das Langhaus und der eingezogene Chor der neuromanischen Saalkirche, die mit Lisenen gegliedert und mit Bogenfriesen verziert sind, wurden 1866 aus Quadermauerwerk erbaut. Sie sind mit Satteldächern bedeckt. Der zwischen 1601 und 1603 entstandene Kirchturm an der Ostseite des Langhauses wurde mit einem achtseitigen, schiefergedeckten Knickhelm bedeckt und damit zum Julius-Echter-Turm.
Die 1868 von Ludwig Ratzmann gebaute Orgel mit 13 Registern und 2 Manualen wurde von 2003 von der Hey Orgelbau restauriert.